# بين تراوري
بين تراوري (بالفرنسية: Ben Abdoulaye Traoré)‏ (18 أبريل 1986 بباماكو في مالي - ) هو لاعب كرة قدم مالي في مركز الوسط. شارك مع منتخب مالي لكرة القدم. أما مع النوادي، فقد لعب مع غيور تورنا أوزتالي ونادي الأولمبي وهكا والاتحاد الرياضي للقوات المسلحة البوركيني وAC Kajaani ‏.

## وصلات خارجية
- بين تراوري على موقع قاعدة بيانات كرة القدم.إي يو (الإنجليزية)
- بين تراوري على موقع Soccerway.com (الإنجليزية)